# Hierro (película)
Hierro es una película española de 2009 dirigida por Gabe Ibáñez.

## Argumento
María (Elena Anaya) decide irse de vacaciones hacia la Isla de El Hierro, con su hijo Diego. Durante el trayecto el niño desaparece en el ferry. Agobiada, destrozada y sin pistas de su hijo esta comienza a tener pesadillas y un miedo inusitado al agua (acuafobia). Al pasar seis meses, María recibe una llamada en la que le informan de que han encontrado un niño, por lo que deberá regresar a la isla y desvelar algunos misterios.

## Comentarios
Rodada en la Isla de El Hierro (Islas Canarias). Primer largometraje del director Gabe Ibáñez.